# Olophontosia
Olophontosia is een geslacht van vlinders van de familie tandvlinders (Notodontidae).

## Soorten
- O. albidilinea Gaede, 1930
- O. calyptis Swinhoe, 1892
- O. dimorpha Kiriakoff, 1974
- O. dinawa Bethune-Baker, 1904
- O. erythra Bethune-Baker, 1916
- O. geminata Gaede, 1930
- O. griseola Bethune-Baker, 1904
- O. hadromeres Turner, 1922
- O. hampsoni Bethune-Baker, 1904
- O. leucosticta Joicey & Talbot, 1917
- O. lineata Bethune-Baker, 1908
- O. macropsila Kiriakoff, 1970
- O. mediofasciata Rothschild, 1917
- O. ochracea Bethune-Baker, 1904
- O. parallelestriga Rothschild, 1915
- O. plagata Bethune-Baker, 1908
- O. plagiosa Joicey & Talbot, 1917
- O. plusiotis Rothschild, 1917

- O. pratti Bethune-Baker, 1904
- O. pseudolibatrix Rothschild, 1917
- O. renata Gaede, 1930
- O. rufofasciata Bethune-Baker, 1904
- O. rufotincta Hampson, 1895
- O. strigata Bethune-Baker, 1908
- O. transversa Bethune-Baker, 1908
- O. trilineata Bethune-Baker, 1908